# IC 738
IC 738 ist eine irreguläre Zwerggalaxie vom Hubble-Typ Irr im Sternbild Jungfrau auf der Ekliptik. Sie ist schätzungsweise 111 Millionen Lichtjahre von der Milchstraße entfernt und hat einen Durchmesser von etwa 25.000 Lichtjahren.
Im selben Himmelsareal befinden sich u. a. die Galaxien NGC 3915 und IC 741.
Das Objekt wurde am 3. Juni 1893 von dem französischen Astronomen Stéphane Javelle entdeckt.